# Lorentzimys nouhuysi
Genre
Espèce
Statut de conservation UICN

 LC  : Préoccupation mineure
Lorentzimys nouhuysi est une espèce de rongeur localisée en Nouvelle-Guinée. C'est la seule espèce du genre Lorentzimys, appartenant à la sous-famille des Murinés.